# Saint Levant
Marwan Abdelhamid (Jeruzalem, 6 oktober 2000), bekend onder zijn artiestennaam Saint Levant, is een Palestijnse zanger, songwriter en rapper en zoon van een Palestijnse vader en een Frans-Algerijnse moeder. Hij groeide op in Gaza waar hij opgroeide te midden van de politieke instabiliteit en conflicten in de regio. Vanwege de verslechterende situatie werd hij samen met zijn familie gedwongen Gaza te verlaten voordat hij naar de Verenigde Staten ging voor zijn studie aan de Universiteit van Californië, Santa Barbara.
Saint Levant staat bekend om zijn meertalige muziekstijl, waarbij hij Engels, Frans en Arabisch combineert in zijn nummers. Zijn diverse culturele achtergrond en de talen die hij spreekt – Engels, Frans en Arabisch – vormen een belangrijk aspect van zijn muzikale identiteit. Zijn muziekstijl omvat genres zoals pop, R&B en hiphop. Hij kreeg internationale erkenning met zijn nummer "Very Few Friends". In juni 2024 bracht hij zijn debuutalbum "Deira" uit, met samenwerkingen met artiesten als MC Abdul en Kehlani. Het album werd uitgebracht onder de labels SALXCO en Universal Arabic Music.

## Persoonlijk leven
Saint Levant woont anno 2025 in Los Angeles, maar hij keert regelmatig terug naar Amman, Jordanië. Sinds 2023 heeft hij een relatie met de Frans-Haïtiaanse zangeres Naïka. Naast zijn muziek is hij actief op sociale media, waar hij updates deelt over zijn muziek en persoonlijke leven.

## Activisme en maatschappelijke betrokkenheid
Saint Levant is niet alleen een muzikant, maar ook een uitgesproken activist. Hij gebruikt zijn platform om aandacht te vragen voor Palestijnse rechten, de situatie in Gaza en de bredere Arabische diaspora. Door zijn muziek en sociale media benadrukt Saint Levant regelmatig de Palestijnse cultuur, geschiedenis en de gevolgen van ontheemding. Hij heeft zich uitgesproken over de situatie in Gaza en de Palestijnse diaspora, de rol van kunst en muziek bij culturele bewustwording en de impact van conflicten op jongeren in het Midden-Oosten.

## Discografie

### Albums
- 2023 - From Gaza, with Love (ep)
- 2024 - Deira
- 2025 - Love Letters / رسائل حب (ep)

### Singles
- 2020 - Jerusalem Freestyle
- 2020 - Nirvana in Gaza
- 2021 - 7ajir
- 2021 - Tourist
- 2021 - Haifa in a Tesla
- 2021 - Desert Rose (featuring Bayou)
- 2021 - Sahrawi
- 2021 - 1001 Nights
- 2022 - Jon Carlow Freestyle (featuring Jon Carlow)
- 2022 - Nasser
- 2022 - Caged Birds Sing
- 2022 - Mandela
- 2022 - Tête à Tête / Eye to Eye
- 2022 - By the Sea
- 2022 - One More Time
- 2022 - Baby
- 2022 - Mistakes
- 2022 - Here and There (featuring Bayou)
- 2022 - I Guess (featuring Playyard)
- 2023 - Nails